# 弦楽四重奏曲第1番 (シェーンベルク)
弦楽四重奏曲第1番ニ短調 作品7は、アルノルト・シェーンベルクが1905年9月26日に完成させた弦楽四重奏曲である。1897年に完成したニ長調の四重奏曲（未出版）の後に作曲された。
この作品は『ペレアスとメリザンド』や『浄められた夜』といった一連の初期作品の1つで、無調や十二音技法に至る前のものである。
1903年から1906年にかけて作曲した『ペレアスとメリザンド』、『弦楽四重奏曲第1番』、『室内交響曲第1番』は全て従来のソナタ形式を単一楽章という枠組みに包含したものであり、その手法はそれぞれ違うものの、全作品とも1つの主題を統一するという理念に則っており、循環形式を発展させた作品といえる。

## 初演
初演は1907年2月5日、ウィーンにおいてロゼー弦楽四重奏団の演奏により行われ、激しい論争を巻き起こした。
初演に立ち会ったグスタフ・マーラーはシェーンベルクを擁護した。

## 楽曲構成
調性はニ短調だが、対位法的書法が強調された結果、かなり曖昧になっている。
まずソナタ形式の提示部と展開部の後、スケルツォと2回目の展開部が現れて第1主題が再び奏される。そして緩徐楽章が提示されると第2主題が再び顔を出し、ロンド部で先行主題や動機が展開される構造に仕上がっている。換言すれば、四楽章全ての主題や動機が一つの楽章に収められており、全曲演奏で43分、1320小節と長大な楽曲である。最後はニ長調で完結する。